# Blue Money
«Blue Money» es una canción del músico norirlandés Van Morrison publicada en el álbum de 1970 His Band and the Street Choir y como sencillo el mismo año, con "Sweet Thing" como cara B en Estados Unidos y con "Call Me Up in Dreamland" en el Reino Unido.
"Blue Money" fue el segundo sencillo de Van Morrison en alcanzar el Top 40 de las listas de Billboard, llegando a la posición 23. 
Brian Hinton comentó acerca de la canción:

""Blue Money" parece tratar sobre una modelo de revista, posiblemente fuera como Janet pagó sus rentas durante los años de destierro. La música suena como a Georgie Fame & The Blue Fames, con vientos ebrios y coros absurdos".

## Personal
- Van Morrison: guitarra y voz
- Alan Hand: piano
- Keith Johnson: trompeta
- John Klingberg: bajo
- John Platania: guitarra
- Jack Schroer: saxofón barítono
- Dahaud Shaar: batería

The Street Choir
- Larry Goldsmith
- Janet Planet
- Andrew Robinson
- Ellen Schroer
- Dahaud Shaar
- Martha Vélez

## Versiones
- The Flying Pickets incluyeron una versión a cappella en su álbum de 1996 Blue Money.